# John Banda
John Banda (ur. 20 sierpnia 1993 w Nkhata Bay) – malawijski piłkarz występujący na pozycji pomocnika w mozambickim klubie UD Songo oraz w reprezentacji Malawi.

## Kariera reprezentacyjna
W reprezentacji Malawi zadebiutował w 2011 roku. Od tego czasu wystąpił w 22 spotkaniach, w których zdobył 6 bramek.